# Stern von Nanchang
Der Stern von Nanchang (南昌之星, Pinyin: Nánchāng zhī Xīng bzw. 南昌之星摩天轮, Pinyin: Nánchāng zhī Xīng Mótiānlún) ist mit einer Höhe von 160 Metern nach dem Ain Dubai, The High Roller und dem Singapore Flyer das viertgrößte Riesenrad der Welt.
Es steht im chinesischen Nanchang in der Provinz Jiangxi. Der Bau des Riesenrades kostete 57 Millionen Yuan (etwa 5,53 Millionen Euro). Der Eintrittspreis für eine Fahrt im Stern von Nanchang beträgt 50 Yuan (etwa 4,90 Euro).
Das Riesenrad verfügt über 60 Gondeln mit einem Fassungsvermögen von jeweils 8 Personen, was eine Gesamtkapazität von 480 Personen ergibt. Eine Umdrehung dauert etwa 30 Minuten. Auf Grund der geringen Geschwindigkeit können die Passagiere ein- und aussteigen, ohne dass das Riesenrad stoppen muss.
Mit der Eröffnung des Singapore Flyer am 1. März 2008 wurde der Stern von Nanchang als größtes Riesenrad der Welt abgelöst.

## Weblinks

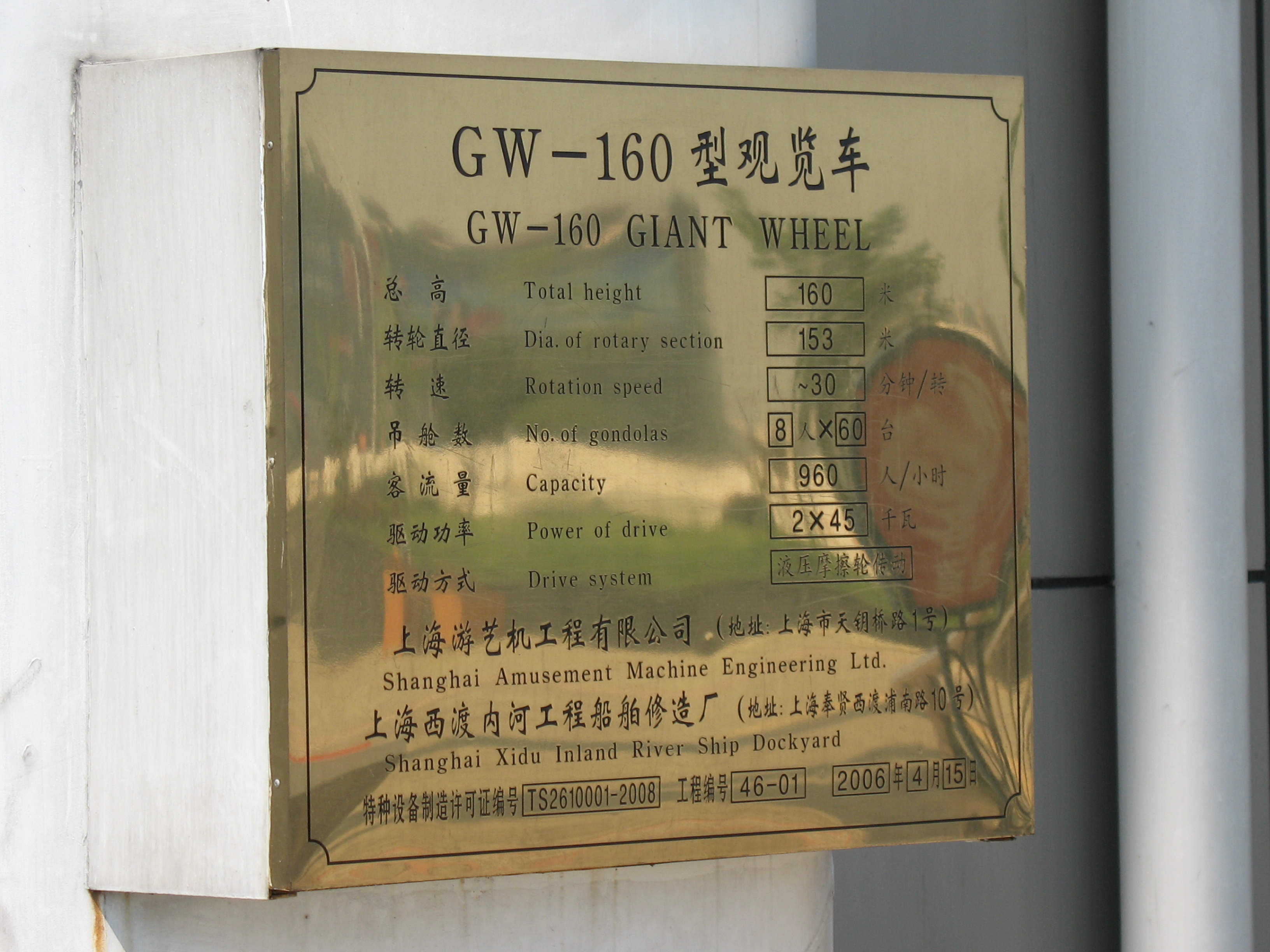
Tafel mit Daten des Riesenrades